# توس‌آغاج
توس‌آغاج (قزاقی: Төсағаш) یک شهرک در استان پاولودار کشور قزاقستان است.